# Ryszard Czerwiec
Ryszard Czerwiec (ur. 28 lutego 1968 w Nowym Targu) – polski piłkarz grający na pozycji pomocnika, reprezentant Polski.

## Kariera klubowa
| Sezon        | Klub                   | Mecze       | Bramki      | Trofea                           |
| ------------ | ---------------------- | ----------- | ----------- | -------------------------------- |
| 1988/1989    | Victoria Jaworzno      | brak danych | brak danych |                                  |
| 1989/1990    | Zagłębie Sosnowiec     | 26          | 3           |                                  |
| 1990/1991    | Zagłębie Sosnowiec     | 29          | 6           |                                  |
| 1991/1992    | Zagłębie Sosnowiec     | 33          | 9           |                                  |
| 1992/1993    | Widzew Łódź            | 33          | 6           |                                  |
| 1993/1994    | Widzew Łódź            | 33          | 6           |                                  |
| 1994/1995    | Widzew Łódź            | 31          | 2           |                                  |
| 1995/1996    | Widzew Łódź            | 31          | 12          | Mistrz Polski                    |
| 1996/1997(j) | Widzew Łódź            | 12          | 2           | Mistrz Polski Superpuchar Polski |
| 1996/1997(w) | En Avant Guingamp      | 14          | 0           |                                  |
| 1997/1998(j) | En Avant Guingamp      | 7           | 0           |                                  |
| 1997/1998(w) | Wisła Kraków           | 15          | 4           |                                  |
| 1998/1999    | Wisła Kraków           | 27          | 7           | Mistrz Polski                    |
| 1999/2000    | Wisła Kraków           | 26          | 2           |                                  |
| 2000/2001    | Wisła Kraków           | 28          | 3           | Mistrz Polski Puchar Ligi        |
| 2001/2002    | Wisła Kraków           | 18          | 0           | Puchar Polski                    |
| 2002/2003    | Szczakowianka Jaworzno | 20          | 1           |                                  |
| 2003/2004    | Szczakowianka Jaworzno | 28          | 1           |                                  |
| 2004/2005(j) | Szczakowianka Jaworzno | 5           | 0           |                                  |
| 2004/2005    | GKS Katowice           | 16          | 0           |                                  |
| 2005/2006    | Szczakowianka Jaworzno | 28          | 1           |                                  |
| 2006/2007    | Victoria Jaworzno      | brak danych | brak danych |                                  |
| 2007/2008(j) | Strumyk Zarzecze       | brak danych | brak danych |                                  |
| 2007/2008(w) | Bolesław Bukowno       | brak danych | brak danych |                                  |
| 2008/2009    | TKS Skawinka Skawina   | brak danych | brak danych |                                  |
| 2009/2010    | LKS Zgoda Byczyna      | brak danych | brak danych |                                  |
| 2010/11 (w)  | LKS Zgoda Byczyna      | brak danych | brak danych |                                  |
| 2011/12 (j)  | Wisła Kraków (oldboje) | brak danych | brak danych |                                  |
| 2011/12      | LKS Poroniec Poronin   | brak danych | brak danych |                                  |
| 2012/13      | LKS Poroniec Poronin   | brak danych | brak danych | Mistrzostwo IV ligi              |
| 2013/14      | LKS Poroniec Poronin   | ?           | ?           |                                  |

## Kariera reprezentacyjna
W reprezentacji Polski Ryszard Czerwiec w latach 1991–2000 zagrał 28 meczów nie strzelając gola. Swój debiut zaliczył 3 grudnia 1991 roku w meczu przeciwko reprezentacji Egiptu, zagrał w nim 10 minut.
| Mecze w reprezentacji | Mecze w reprezentacji | Mecze w reprezentacji  | Mecze w reprezentacji | Mecze w reprezentacji | Mecze w reprezentacji | Mecze w reprezentacji | Mecze w reprezentacji | Mecze w reprezentacji |
| l.p.                  | Data                  | Miejsce                | Przeciwnik            | Rezultat              | Rozgrywki             | Grał                  | Uwagi                 |                       |
| --------------------- | --------------------- | ---------------------- | --------------------- | --------------------- | --------------------- | --------------------- | --------------------- | --------------------- |
| 1.                    | 3 grudnia 1991        | Kair                   | Egipt                 | 0–4                   | towarzyski            | od 81'                |                       |                       |
| 2.                    | 5 grudnia 1991        | Kair                   | Egipt                 | 0-0                   | towarzyski            | do 64'                |                       |                       |
| 3.                    | 5 lipca 1992          | Gwatemala              | Gwatemala             | 2-2                   | towarzyski            | 90'                   |                       |                       |
| 4.                    | 9 września 1992       | Mielec                 | Izrael                | 1-1                   | towarzyski            | od 61'                |                       |                       |
| 5.                    | 18 listopada 1992     | Iława                  | Łotwa                 | 1-0                   | towarzyski            | 90'                   |                       |                       |
| 6.                    | 26 listopada 1992     | Buenos Aires           | Argentyna             | 0–2                   | towarzyski            | od 46' do 48'         |                       |                       |
| 7.                    | 1 lutego 1993         | Nikozja                | Cypr                  | 0-0                   | towarzyski            | do 59'                |                       |                       |
| 8.                    | 3 lutego 1993         | Ramat Gan              | Izrael                | 0-0                   | towarzyski            | od 83'                |                       |                       |
| 9.                    | 17 listopada 1993     | Poznań                 | Holandia              | 1–3                   | elim. MŚ 1994         | od 78'                |                       |                       |
| 10.                   | 9 lutego 1994         | Santa Cruz de Tenerife | Hiszpania             | 1-1                   | towarzyski            | od 78'                |                       |                       |
| 11.                   | 23 marca 1994         | Saloniki               | Grecja                | 0-0                   | towarzyski            | od 82'                |                       |                       |
| 12.                   | 13 kwietnia 1994      | Cannes                 | Arabia Saudyjska      | 1-0                   | towarzyski            | do 45'                |                       |                       |
| 13.                   | 4 maja 1994           | Kraków                 | Węgry                 | 3-2                   | towarzyski            | od 60'                |                       |                       |
| 14.                   | 17 sierpnia 1994      | Radom                  | Białoruś              | 1-1                   | towarzyski            | od 59'                |                       |                       |
| 15.                   | 4 września 1994       | Ramat Gan              | Izrael                | 1–2                   | elim. Euro 1996       | od 46'                |                       |                       |
| 16.                   | 10 grudnia 1994       | Rijad                  | Arabia Saudyjska      | 2-1                   | towarzyski            | od 70'                |                       |                       |
| 17.                   | 16 sierpnia 1995      | Paryż                  | Francja               | 1-1                   | elim. Euro 1996       | od 58'                |                       |                       |
| 18.                   | 6 września 1995       | Zabrze                 | Rumunia               | 0-0                   | elim. Euro 1996       | od 76'                |                       |                       |
| 19.                   | 15 listopada 1995     | Trabzon                | Azerbejdżan           | 0-0                   | elim. Euro 1996       | 90'                   |                       |                       |
| 20.                   | 19 lutego 1996        | Hongkong               | Japonia               | 0–5                   | towarzyski            | 90'                   |                       |                       |
| 21.                   | 28 lutego 1996        | Rijeka                 | Chorwacja             | 1–2                   | towarzyski            | 90'                   |                       |                       |
| 22.                   | 4 września 1996       | Zabrze                 | Niemcy                | 0–2                   | towarzyski            | 90'                   |                       |                       |
| 23.                   | 10 listopada 1996     | Katowice               | Mołdawia              | 2-1                   | elim. MŚ 1998         | do 45'                |                       |                       |
| 24.                   | 15 listopada 1998     | Bratysława             | Słowacja              | 3-1                   | towarzyski            | 90'                   |                       |                       |
| 25.                   | 3 lutego 1999         | Ta’ Qali               | Malta                 | 1-0                   | towarzyski            | od 81'                |                       |                       |
| 26.                   | 3 marca 1999          | Warszawa               | Armenia               | 1-0                   | towarzyski            | od 46'                |                       |                       |
| 27.                   | 18 sierpnia 1999      | Warszawa               | Hiszpania             | 1–2                   | towarzyski            | od 81'                |                       |                       |
| 28.                   | 26 stycznia 2000      | Kartagena              | Hiszpania             | 0–3                   | towarzyski            | do 85'                |                       |                       |

## Sukcesy

### Widzew Łódź
- Mistrzostwo Polski: 1996, 1997
- Superpuchar Polski: 1996

### Wisła Kraków
- Mistrzostwo Polski: 1999, 2001
- Puchar Polski: 2002
- Puchar ligi: 2001

## Inne informacje
Ryszard Czerwiec występował także w Polskiej Kadrze Gwiazd oraz drużynie old boyów Wisły Kraków.